# Макнилл, Тресс
Тресс Макнилл (англ. Tress MacNeille; род. 20 июня 1951, Чикаго, Иллинойс) — американская актриса озвучивания.

## Биография
Тересса Клэр Пэйн (имя при рождении) родилась 20 июня 1951 года в Чикаго (по другим данным — в Калифорнии). Окончила Калифорнийский университет в Беркли, после чего работала диск-жокеем, десять лет состояла в комик-труппе англ. The Groundlings. Впервые попробовала себя в роли актрисы озвучивания в 1979 году, дав свой голос нескольким второстепенным персонажам мультсериала «Скуби и Скрэппи-Ду». В итоге к 2022 году Тресс Макнилл озвучила более тысячи персонажей в более чем 350 мультфильмах, мультсериалах и видеоиграх, появилась в нескольких фильмах и телесериалах.
В 1995, 1997 и 2000 годах номинировалась на премию «Энни» в четырёх разных категориях за различные мультфильмы, но ни разу не получила награды.

## Избранные работы
Наиболее узнаваема актриса по озвучиванию многочисленных ролей в мультсериалах «Симпсоны» (в 395 эпизодах за 23 года) и «Футурама» (в 109 эпизодах за 13 лет); также Макнилл является официальными голосами Чипа (с 1989 года) и Дейзи Дак (с 1999 года).

### Мультфильмы, мультсериалы

#### До 1990 года
- 1979 — Скуби и Скрэппи-Ду / Scooby-Doo and Scrappy-Doo — второстепенные персонажи
- 1983 — Рубик — удивительный кубик / Rubik, the Amazing Cube — второстепенные персонажи
- 1983—1987 — Элвин и бурундуки[англ.] / Alvin and the Chipmunks — второстепенные персонажи (в сорока двух эпизодах)
- 1984 — Навсикая из Долины ветров / 風の谷のナウシカ — Абаба (в англоязычном дубляже)
- 1984 — Война гоботов / Challenge of the GoBots — второстепенные персонажи
- 1984 — Вольтрон / Voltron — королева Мерла (в девяти эпизодах)
- 1986 — Небесный замок Лапута / 天空の城ラピュタ — второстепенные персонажи (в англоязычном дубляже)
- 1987—1988 — Космический рыцарь и звёздные шерифы / Saber Rider and the Star Sheriffs — разные персонажи (в четырёх эпизодах)
- 1987, 1989 — Утиные истории / DuckTales — разные персонажи (в одиннадцати эпизодах)
- 1987, 1989—1991 — Приключения мишек Гамми / Disney's Adventures of the Gummi Bears — разные персонажи (в девяти эпизодах)
- 1987—1989, 1993 — Черепашки-ниндзя / Teenage Mutant Ninja Turtles — разные персонажи (в шести эпизодах)
- 1989 — Ведьмина служба доставки / 魔女の宅急便 — Асона, владелица булочной (в англоязычном дубляже)
- 1989—1990 — Чип и Дейл спешат на помощь / Chip 'n Dale Rescue Rangers — Чип / Гайка / второстепенные персонажи[4] (в шестидесяти пяти эпизодах)

#### 1990—1999
- 1990—1991 — Виджит спешит на помощь / Widget — разные персонажи (в четырнадцати эпизодах)
- 1990—1992 — Приключения мультяшек / Tiny Toon Adventures— разные персонажи (в девяноста двух эпизодах)
- 1990 — н. в. — Симпсоны / The Simpsons — Агнес Скиннер / Мона Симпсон / многочисленные другие персонажи[5] (в 639 эпизодах)
- 1991—1992 — Чёрный Плащ / Darkwing Duck — Опра Уиндбек (в трёх эпизодах)
- 1992 — Приключения мультяшек: Как я провёл каникулы / Tiny Toon Adventures: How I Spent My Vacation — разные персонажи
- 1992 — Натуральная мультяшность / Raw Toonage — второстепенные персонажи (в одном эпизоде)
- 1992 — Русалочка / The Little Mermaid — Фло (в одном эпизоде)
- 1992—1993 — Пираты тёмной воды / The Pirates of Dark Water — второстепенные персонажи (в восьми эпизодах)
- 1992—2004 — Ох, уж эти детки! / Rugrats — Шарлотт Пиклз / другие персонажи (в сорока восьми эпизодах)
- 1993 — Два глупых пса / 2 Stupid Dogs — учительница (в одном эпизоде)
- 1993 — Чокнутый / Bonkers — разные персонажи (в семи эпизодах)
- 1993—1994 — Гарфилд и его друзья / Garfield and Friends — чудовище (в пяти эпизодах)
- 1993—1994 — Коты быстрого реагирования / SWAT Kats: The Radical Squadron — разные персонажи (в девятнадцати эпизодах)
- 1993—1998 — Озорные анимашки / Animaniacs — разные персонажи (в девяноста девяти эпизодах)
- 1994 — Помпоко: Война тануки / 平成狸合戦ぽんぽこ — Ароку «Огненный шар» (в англоязычном дубляже)
- 1994 — Бетховен / Beethoven — разные персонажи (в тринадцати эпизодах)
- 1994 — Земля до начала времён 2: Приключения в великой долине / The Land Before Time II: The Great Valley Adventure — мама-майазаура
- 1995 — Аладдин / Aladdin — королева Делюка (в двух эпизодах)
- 1995 — Земля до начала времён 3: В поисках воды / The Land Before Time III: The Time of the Great Giving — стегозавр-мать Спайка и Даки
- 1995—1996, 1999 — Король Лев: Тимон и Пумба / Timon & Pumbaa — разные персонажи (в девяти эпизодах)
- 1995—1997 — Фриказоид! / Freakazoid! — разные персонажи (в девятнадцати эпизодах)
- 1995—1998 — Пинки и Брейн / Pinky and the Brain — разные персонажи (в сорока трёх эпизодах)
- 1996 — Гаргульи / Gargoyles — разные персонажи (в пяти эпизодах)
- 1996 — Земля до начала времён 4: Земля Туманов / The Land Before Time IV: Journey Through the Mists — мать Али / Дил
- 1996—1997 — Все псы попадают в рай / All Dogs Go to Heaven: The Series — Бесс / мама Тедди (в четырёх эпизодах)
- 1996—2004 — Эй, Арнольд! / Hey Arnold! — бабушка Арнольда / мама Арнольда / другие персонажи (в сорока двух эпизодах)
- 1997 — Принцесса Мононокэ / もののけ姫 — второстепенные персонажи (в англоязычном дубляже)
- 1997 — Новые приключения Бэтмена / The New Batman Adventures — разные персонажи (в двух эпизодах)
- 1997 — Земля до начала времён 5: Таинственный остров / The Land Before Time V: The Mysterious Island — мама Даки / мама Петри
- 1997 — Аннабелль / Annabelle's Wish — курица
- 1998 — Геркулес / Hercules — разные персонажи (в трёх эпизодах)
- 1998 — Карапузы / The Rugrats Movie — Шарлотт Пиклз
- 1998 — Геркулес: Как стать героем / Hercules: Zero to Hero — Клото, мойра
- 1999 — Скуби-Ду и призрак ведьмы / Scooby-Doo! and the Witch's Ghost — Сара Рэйвенкрофт
- 1999 — Винни-Пух: Время делать подарки / Seasons of Giving — Кенга
- 1999 — Микки: Однажды под Рождество / Mickey's Once Upon a Christmas — Чип / Дейзи Дак / Тётушка Герти
- 1999—2000, 2002 — Мишн-Хилл / Mission Hill — разные персонажи (в двенадцати эпизодах)
- 1999, 2004 — Джонни Браво / Johnny Bravo — разные персонажи (в двух эпизодах)
- 1999—2012 — Футурама / Futurama — Мамочка / многочисленные второстепенные персонажи (в ста девяти эпизодах)

#### 2000—2009
- 2000 — Русалочка 2: Возвращение в море / The Little Mermaid II: Return to the Sea — пингвины (в титрах не указана)
- 2000 — Карапузы в Париже[англ.] / Rugrats in Paris: The Movie — Шарлотт Пиклз
- 2000—2006 — Как говорит Джинджер / As Told by Ginger — разные персонажи (в пятидесяти одном эпизоде)
- 2001 — Леди и Бродяга 2 / Lady and the Tramp II: Scamp's Adventure — тётушка Сара / Эм, сиамская кошка
- 2001 — Земля до начала времён 7: Камень Холодного Огня / The Land Before Time VII: The Stone of Cold Fire — мама Даки / мама Петри
- 2001 — Волшебное Рождество у Микки: Запертые снегом в Мышином доме[англ.] / Mickey's Magical Christmas: Snowed in at the House of Mouse — Чип / Дейзи Дак / Дейл
- 2001 — Дом злодеев. Мышиный дом / Mickey's House of Villains — Дейзи Дак / Червонная Королева / Си / Эм / Мойры
- 2001 — Земля до начала времён 8: Великая стужа / The Land Before Time VIII: The Big Freeze — мама Даки / мама Петри
- 2001—2002 — Мышиный дом / Disney's House of Mouse — Чип / Дейзи Дак / Дейл / другие персонажи (в пятидесяти эпизодах)
- 2002 — Золушка 2: Мечты сбываются / Cinderella II: Dreams Come True — Анастасия / красивая девушка
- 2002 — Том и Джерри: Волшебное кольцо / Tom and Jerry: The Magic Ring — Маргарет / Мамочка
- 2002 — Арнольд! / Hey Arnold!: The Movie — бабушка Герти / мэр Дикси / Рэд
- 2002 — Харви Бёрдман / Harvey Birdman, Attorney at Law — Пеблс Флинстоун[англ.] / Вилма Флинстоун[англ.] (в одном эпизоде)
- 2002 — Земля до начала времён 9: Путешествие к Большой Воде / The Land Before Time IX: Journey to the Big Water — мама Даки / мама Петри
- 2003 — Аниматрица / The Animatrix — домохозяйка / Кенни
- 2003—2005 — Лило и Стич / Lilo & Stitch: The Series — разные персонажи (в двенадцати эпизодах)
- 2003—2008 — Детки подросли / All Grown Up! — Шарлотт Пиклз (в четырнадцати эпизодах)
- 2004 — Король Лев 3: Хакуна матата / The Lion King 1½ — второстепенные персонажи
- 2004 — Ван Хельсинг: Лондонское задание[англ.] / Van Helsing: The London Assignment — королева Виктория в зрелом возрасте
- 2004 — Хроники Риддика: Тёмная ярость / The Chronicles of Riddick: Dark Fury — Антония Чиллингсворт
- 2004 — Три мушкетёра: Микки, Дональд и Гуфи / Mickey, Donald, Goofy: The Three Musketeers — Дейзи Дак
- 2004 — Микки: И снова под Рождество / Mickey's Twice Upon a Christmas — Дейзи Дак
- 2004—2005 — Дэйв-варвар / Dave the Barbarian — Фэнг (в двадцати одном эпизоде)
- 2004—2005 — Отец прайда / Father of the Pride (в пяти эпизодах)
- 2005 — Земля до начала времён 11: Вторжение Мелкозавров / The Land Before Time XI: Invasion of the Tinysauruses — мама Даки / мама Петри
- 2005 — Том и Джерри: Быстрый и бешеный / Tom and Jerry: The Fast and the Furry — второстепенные персонажи
- 2005 — Похождения императора 2: Приключения Кронка / The Emperor's New Groove 2: Kronk's New Groove — второстепенные персонажи
- 2006 — Лерой и Стич / Leroy & Stitch — второстепенные персонажи
- 2006 — Гроза муравьёв / The Ant Bully — старый муравей-советчик
- 2006 — Сказания Земноморья / ゲド戦記 — второстепенные персонажи (в англоязычном дубляже)
- 2006 — Братец медвежонок 2 / Brother Bear 2 — Хуна
- 2006 — Земля до начала времён 12: Великий День Птиц / The Land Before Time XII: The Great Day of the Flyers — мама Петри
- 2006 — Новые приключения Золушки / Happily N'Ever After — ведьма
- 2006, 2008 — Гетто / The Boondocks — разные персонажи (в двух эпизодах)
- 2006 — наст. время — Клуб Микки Мауса / Mickey Mouse Clubhouse — Дейзи Дак / Чип / второстепенные персонажи (в девяноста девяти эпизодах)
- 2007 — Земля до начала времён / The Land Before Time — мама Петри (в одном эпизоде)
- 2007 — Золушка 3: Злые чары / Cinderella III: A Twist in Time — Анастасия
- 2007 — Американский дракон: Джейк Лонг / American Dragon: Jake Long — королева Лиллиана (в одном эпизоде)
- 2007 — Симпсоны в кино / The Simpsons Movie — Агнес Скиннер / Сумасшедшая Кошатница / Колин / Куки Кван
- 2007 — Волшебные истории принцесс Диснея: Следуй за мечтой / Disney Princess Enchanted Tales: Follow Your Dreams — фея Мерриуэзер
- 2007 — Би Муви: Медовый заговор / Bee Movie — Джанетт Чанг / Мать / Корова
- 2007 — Футурама: Большой куш Бендера / Futurama: Bender's Big Score — Линда / доктор Кахилл / доктор Шлавинович / другие второстепенные персонажи[6]
- 2007, 2008 — Аватар: Легенда об Аанге / Avatar: The Last Airbender — второстепенные персонажи (в двух эпизодах)
- 2008 — Футурама: Зверь с миллиардом спин / Futurama: The Beast with a Billion Backs — Первенец Бендера / Линда / Петуния / Мисс Вселенная 3001 / другие второстепенные персонажи
- 2008 — Футурама: Игра Бендера / Futurama: Bender's Game — Мамочка / второстепенные персонажи
- 2008, 2009 — Рога и копыта. Возвращение / Back at the Barnyard — тётушка Герти / Леди А (в двух эпизодах)
- 2009 — Футурама: В дикие зелёные дали / Futurama: Into the Wild Green Yonder — Мамочка / Фэнни / второстепенные персонажи

#### 2010 — настоящее время
- 2010 — Бэтмен: отважный и смелый / Batman: The Brave and the Bold — разные персонажи (в одном эпизоде)
- 2010—2012 — Рыбология / Fish Hooks — Бэсси (в пяти эпизодах)
- 2011 — Красная Шапка против зла / Hoodwinked Too! Hood vs. Evil — Вера / женщина
- 2011 — Бен-10: Инопланетная сверхсила / Ben 10: Ultimate Alien — Зеннит (в одном эпизоде)
- 2012 — Замбезия / Zambezia — неразлучница, жена Невилла
- 2012 — Кунг-фу панда: Удивительные легенды / Kung Fu Panda: Legends of Awesomeness — Вупо (в одном эпизоде)
- 2017 — Эй, Арнольд! Кино из джунглей / Hey Arnold! The Jungle Movie — бабушка
- 2020 — Озорные анимашки / Animaniacs — Дот Уорнер
- 2022 — Чип и Дейл спешат на помощь / Chip 'n Dale: Rescue Rangers — Гайка / Чип

### Видеоигры
- 1995 — Полный газ / Full Throttle — Сьюзи
- 1996 — Toonstruck[англ.] — разные персонажи
- 1997 — Star Trek: Starfleet Academy — второстепенные персонажи
- 1997 — Симпсоны: Виртуальный Спрингфилд[англ.] / The Simpsons: Virtual Springfield — второстепенные персонажи
- 1997 — ClayFighter 63⅓[англ.] — разные персонажи
- 1997 — Fallout — Джэйн
- 1998 — Fallout 2 — Тэнди
- 2000 — Walt Disney World Quest: Magical Racing Tour — Чип / Полли Роджер / Отто Плагнат
- 2000 — Побег с Острова обезьян / Escape from Monkey Island — Дейзи / Мейбл, туристка
- 2000 — Mickey's Speedway USA[англ.] — Дейзи Дак
- 2000 — Donald Duck: Goin' Quackers[англ.] — Дейзи Дак
- 2002 — Королевство сердец / Kingdom Hearts — Дейзи Дак / Червонная Королева
- 2002 — Run Like Hell — разведчик
- 2002 — Disney Golf[англ.] — Дейзи Дак
- 2003 — Футурама / Futurama — Мамочка / Линда
- 2003 — Симпсоны: Сбил и уехал / The Simpsons: Hit & Run — Агнес Скиннер
- 2005 — Королевство сердец 2 / Kingdom Hearts II — Дейзи Дак / Чип / другие персонажи
- 2007 — Симпсоны / The Simpsons Game — Дольф
- 2007 — Би Муви: Медовый заговор / Bee Movie Game — Джанетт Чанг
- 2010 — Королевство Сердец: Рождение сном / Kingdom Hearts Birth by Sleep — Чип / фея Мерриуэзер
- 2010 — Эпический Микки — Дейзи Дак
- 2012 — Эпический Микки 2: Сила двоих / Epic Mickey 2: The Power of Two — Дейзи Дак

### Фильмы, телесериалы
- 1988 — Эльвира — повелительница тьмы / Elvira, Mistress of the Dark — телеведущая / озвучивание тётушки Морганы Тэлбот (роль Кассандры Петерсон)
- 1991 — Весёлая компания / Cheers — Дарья (в одном эпизоде)
- 1995 — Горди[англ.] / Gordy — Венди (озвучивание)
- 1996 — Дорога домой 2: Затерянные в Сан-Франциско / Homeward Bound II: Lost in San Francisco — французский пудель (озвучивание)
- 2003 — Джордж из джунглей 2 / George of the Jungle 2 — тигр (озвучивание)